# Surtur (maan)
Surtur is een maan van Saturnus. De maan is ook bekend als Saturnus XLVIII; de voorlopige aanduiding was S/2006 S 7. De ontdekking is aangekondigd op 26 juni 2006. Het maantje werd gevonden op foto's die zijn genomen tussen januari en april 2006.
De maan is in april 2007 genoemd naar Surt, een leider van de vuurreuzen uit de Noordse mythologie.